# Палуж
Палуж — річка в Білорусі й Росії у Краснопольському й Красногорському районах Могильовської й Брянської областей. Права притока річки Беседь (басейн Дніпра).

## Опис
Довжина річки 46  км, похил річки 0,9 м/км , площа басейну водозбіру 343 км² , середньорічний стік 1,5 м³/с . Формується притоками та безіменними струмками.

## Розташування
Бере початок за 3 км на південному заході від села Дубровка. Тече переважно на південний захід і за 2 км на південно-східній стороні від села Палужська Рудня впадає у річку Беседь, ліву притоку річки Сожу.